# Joel Ocampo Gorostieta
Joel Ocampo Gorostieta (Paso de Tierra Caliente de Melchor Ocampo, Michoacán, 21 de agosto de 1963) es un sacerdote y obispo católico mexicano, que se desempeña como obispo de Ciudad Altamirano.

## Biografía

### Primeros años y formación
Joel nació el 21 de agosto de 1963, en El Paso de Tierra Caliente, del Municipio de Tuzantla, en el estado de Michoacán, México.
Se licenció en Teología del matrimonio y de la familia en la Pontificia Universidad Lateranense.

### Sacerdocio
Fue ordenado sacerdote el 15 de abril de 1989 sirviendo desde entonces en la diócesis de Tacámbaro en el estado de Michoacán. 
Fue párroco de Nuestra Señora de Guadalupe y miembro del Tribunal eclesiástico.

### Episcopado
El 2 de abril de 2019 fue nombrado por el papa Francisco como el VIII obispo de Ciudad Altamirano. Ordenado como tal 9 de julio del mismo año.